# Clas Larsson Fleming
Clas Larsson Fleming (mars 1592 - 26 juillet 1644) est un amiral et administrateur militaire suédois. Il est chargé du développement et de l'organisation de la marine royale suédoise par le roi Gustave Adolphe de Suède et la reine Christine.

## Biographie

### Origines et famille
Il est le fils de Lars Hermansson Fleming et d'Anna Henriksdotter Horn af Kanckas. Son grand-père est l'amiral Herman Persson Fleming. Son père est gouverneur d'Åbo en actuelle Finlande. Il naît en mars 1592 à Askainen en Finlande.

### Carrière militaire
Il commence sa carrière militaire comme cornette dans l'infanterie, dans une compagnie de gardes. En 1620, il passe dans la marine avec le grade de vice-amiral et contre-amiral, et se voit confier le commandement d'un certain nombre d'escadre dans les années qui suivent. Il est éloigné de Suède avec sa flotte pendant la plus grande partie des saisons navigables dans les années 1620, rentrant à Stockholm tous les hivers. Les amiraux remplissaient également des tâches administratives et Fleming devient une des figures centrales de l'administration navale suédoise. Lorsque la charge d'holmamiral, le nom officiel de l'administrateur responsable de la gestion des ports et arsenaux de Stockholm, se libère en 1625, elle reste vacante pendant six ans, mais Fleming dans la pratique remplit alors la plupart de ses tâches. Pendant cette période le port n'était pas sous contrôle de la Couronne et il était loué par des armateurs privés, les frères hollandais Henrik et Arendt Hybertsson (en). Les frères Hybertsson construisent un important vaisseau le Vasa, qui coule lors de son voyage inaugural le 10 août 1628. Fleming participe aux négociations débouchant sur la prise de contrôle des ports par la Couronne suédoise, il est présent lors d'une démonstration du manque de stabilité du vaisseau qui eut lieu un mois avant son lancement. 
Dans les années 1630, Fleming prend la mer et remplit divers tâches administratives civiles. Il préside le bureau de comptes de la Couronne et faisait partie du Conseil royal. De 1634 jusqu'à sa mort, il est le premier gouverneur-général de Stockholm, une charge créée cette année-là. Au nombre de ses tâches figuraient la cartographie de la ville de Stockholm et le déplacement du port de son emplacement d'origine situé sur l'actuel Blasieholmen vers l'île de Skeppsholmen, qui reste la principale base navale de Stockholm jusqu'à la fin du XXe siècle. Il joue un rôle important dans la préparation de l'expédition destinée à établir une colonie suédoise en Amérique du Nord, Nouvelle-Suède, dans l'actuel Delaware, en 1637.
Il est également un industriel, et dans les années 1630, il établit une aciérie à Vira, qui produisait les armes utilisées par les armées suédoises pendant la guerre de Trente Ans. L'aciérie existe encore aujourd'hui, elle a été reconvertie en musée des technologies du XVIIe siècle.
Il reprend son commandement en mer en 1644, pendant la guerre de Torstenson contre le Danemark. Il commande les vaisseaux envoyés pour attaquer la flotte danoise et débarquer des troupes sur la côte sud du Danemark, et le 1er juillet, il commande les forces suédoises à la bataille de Colberger Heide (en), au cours de laquelle la marine danoise empêche le débarquement suédois. Il est tué au combat quelques semaines plus tard le 27 juillet 1644, à bord de son navire amiral le Scepter, près de Kiel.
Il reste comme l'un des grands administrateurs de l'Histoire de la marine royale suédoise, et un exemple type de l'aristocratie scandinave au service de la couronne suédoise pendant la période d'expansion impériale suédoise. Il était marié à Anna Göransdotter Snakenborg, de cette union naît Lars Claesson Fleming.